# Jamuniya (Nawalparasi)
Jamuniya – gaun wikas samiti w zachodniej części Nepalu w strefie Lumbini w dystrykcie Nawalparasi. Według nepalskiego spisu powszechnego z 2001 roku liczył on 1474 gospodarstw domowych i 8505 mieszkańców (4259 kobiet i 4246 mężczyzn).